# Casimir Pochwalski
Casimir (Kazimierz en polonais) Pochwalski, né le 25 décembre 1855 à Cracovie et mort le 7 septembre 1940 dans sa ville natale, est un artiste peintre polonais.

## Biographie
Né à Cracovie, une ville polonaise alors sous domination autrichienne, Casimir Pochwalski est le fils du peintre Józef Kasper Pochwalski (1816-1875).
Après avoir été l'élève de Jan Matejko à l'Académie des beaux-arts de Cracovie dans les années 1870, Casimir Pochwalski a poursuivi sa formation à Vienne, Munich et Paris.
Spécialisé dans l'art du portrait, il obtint une médaille de 2e classe au Salon de 1893 grâce à ses portraits du comte Vladimir Dzieduszycki et de Stanislas Burzynski.
Fixé à Vienne, où il ouvrit son atelier en tant que professeur à l'Académie des Beaux-Arts en 1894, il peignit le portrait de l’empereur François-Joseph et ceux de plusieurs autres membres de la famille impériale. Il fut également le professeur particulier de l'archiduc Otto à partir de 1896.
Pochwalski fut nommé chevalier de 3e classe de l'Ordre de la Couronne de fer le 30 novembre 1898 puis commandeur de l'Ordre de François-Joseph le 14 mai 1911.
Après la Première Guerre mondiale et la résurrection de la Pologne, il retourna dans son pays natal.

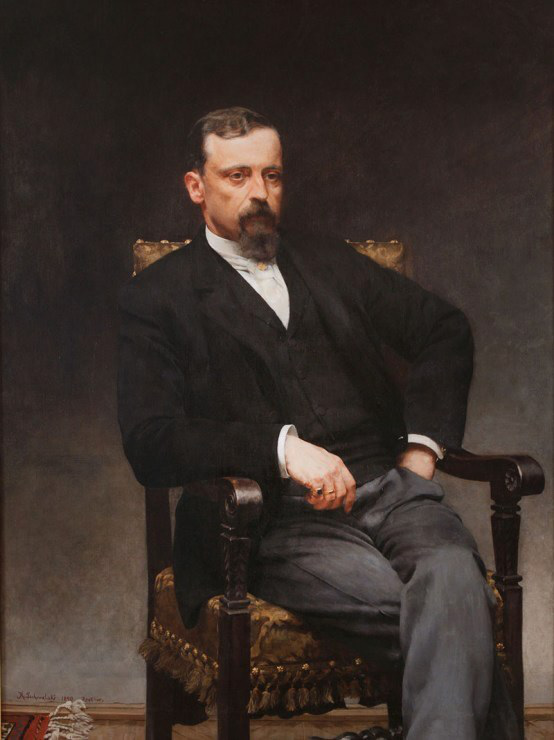
Henryk Sienkiewicz, 1890.
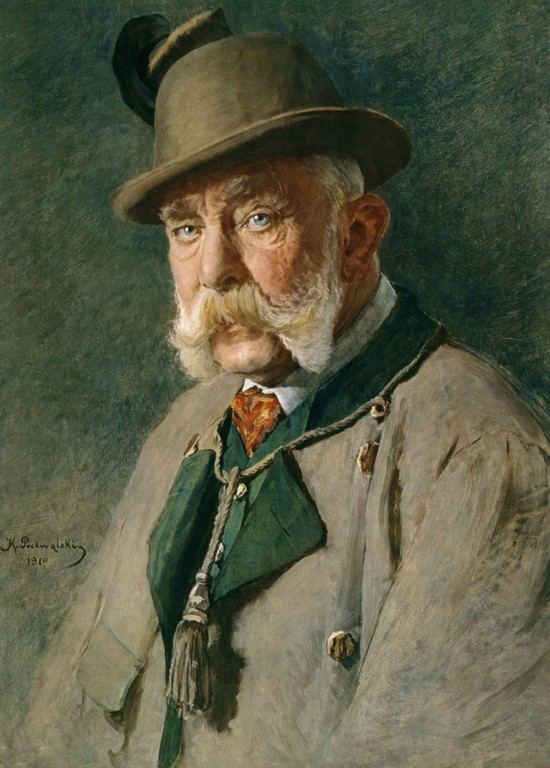
François-Joseph, 1910.
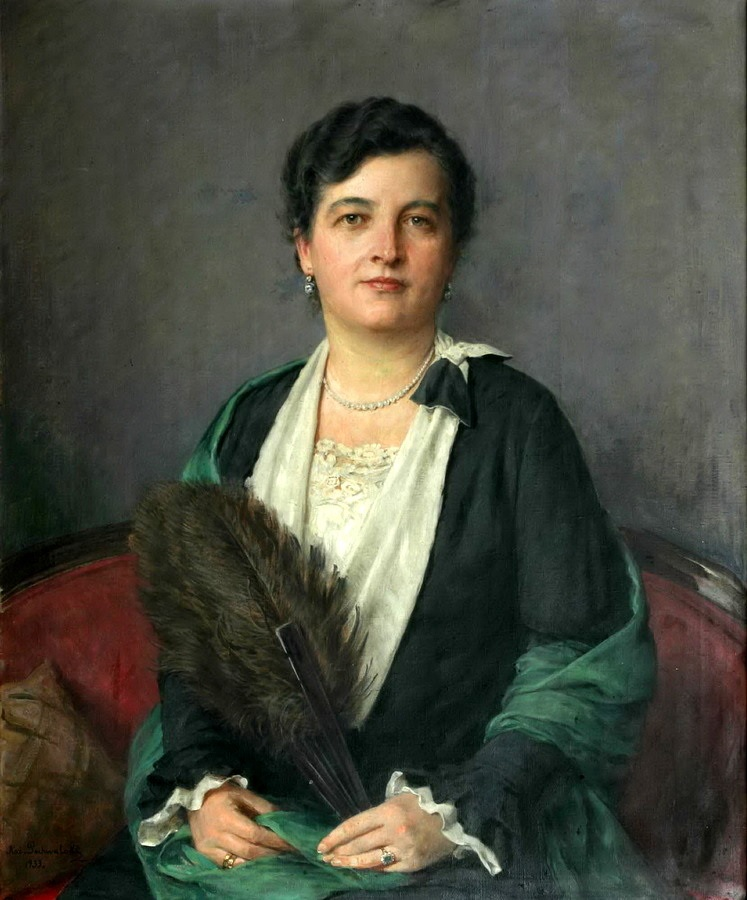
Anna Szarski, 1933.